# ベイカールー
ベイカールー（Bakerloo、かつてのThe Bakerloo Blues Line）は、1960年代後半に、スタッフォードシャーのギタリストであるクレム・クレムソンやテリー・プールらによって、ジミ・ヘンドリックス・エクスペリエンスとクリームの影響を最高点として受けて、結成されたイングランドのヘヴィ・ブルースロック・トリオ。このグループは約1年（1968年–1969年）のみの活動で知られ、1枚のアルバムしかリリースしていないが、とりわけ、そのメンバーたちが後のコロシアム、ハンブル・パイ、メイ・ブリッツ、グレアム・ボンド、ヴィネガー・ジョー、ジューダス・プリースト、ユーライア・ヒープに関与したことを考えれば、このジャンルの歴史において重要な役割を果たしたといえよう。

## 略歴
ベイカールー・ブルース・ライン (The Bakerloo Blues Line)は、1968年2月にクレム・クレムソンとテリー・プールによって結成された。バンドの名前は、ロンドン地下鉄のベイカールー線にちなんで名付けられている。キース・ベイカーに収まるまでに、ジョン・"ポリ"・パーマーとジョン・ヒンチを含む数名のドラマーと一緒に活動した。ジム・シンプソンのマネージメントの下で、彼らはバーミンガムにあるヘンリーズ・ブルースハウスにて定期的に演奏するようになり、Earth（後のブラック・サバス）や、Locomotive、Tea And Symphonyと一緒にシンプソン主催による全英「ビッグ・ベア・フォリー」ツアーへと参加した。また、1968年10月18日にはロンドンの有名なマーキー・クラブにおいてレッド・ツェッペリンのデビュー・ライブのサポート・アクトとして登場している。
名前を「ベイカールー」に簡略化した後、グループは1969年半ばにハーヴェスト・レコードと契約した。最初のリリースは、その7月のシングル「Drivin' Bachwards / Once Upon a Time」（HAR 5004）だった。A面ではJ.S.バッハの「ブーレ・イン・Eマイナー」をアレンジしている。このレコードは、1969年8月にジェスロ・タルがセカンド・アルバム『スタンド・アップ』で同曲に基づく「ブーレ」をリリースする直前に登場した。
シングルA面は12月に出たセルフタイトル・アルバムにも収録された。

### アルバム『ベイカールー』
アルバム『ベイカールー』（Harvest SHVL 762）は、1970年のハーヴェストによる2枚組サンプラー・アルバム『Picnic - A Breath of Fresh Air』に、スロー・ブルース・ナンバーの「This Worried Feeling」を収録し、BBCのセッションを行うことによってさらに宣伝された。アルバムはガス・ダッジョンによってプロデュースされている。注目すべき楽曲には、ヘヴィ・ロッカーの「Last Blues」、アルバムに近い、ドライヴ感のあるメタル・ブルースの「Son of Moonshine」がある。その他の楽曲には「プログレッシブ」なクラシックとジャズの要素が含まれていた。
デビューLPに関するレビューは好意的だったが、グループ自体は1969年末には混乱していた。レコードがリリースされるまでに、クレムソン-プール-ベイカーのラインナップは別々の道を進むことを決定した。クレムソンは当初、コロシアムのギタリストとしてジェイムス・リザーランドの後任に選ばれる前に、ドラマーのコージー・パウエルを含むとされる新しいブルースロック・パワートリオを結成するつもりだった。プールとベイカーも動き出し、ボーカル兼ギターのジェイミー・ブラックと共にメイ・ブリッツを結成したが、バンドがヴァーティゴ・レコードと契約する前に両名とも脱退した。
その後、プールはグレアム・ボンドやヴィネガー・ジョーを含む他のいくつかのバンドと共演し、ベイカーはスーパートランプからユーライア・ヒープへと躍進した。クレムソンはコロシアムで、そして1971年にピーター・フランプトンと交代してハンブル・パイに加入したことで、より大きな名声を獲得し続けている。

## ディスコグラフィ

### アルバム
- 『ベイカールー』 - Bakerloo (1969年、Harvest)

### シングル
- "Drivin' Bachwards"/"Once Upon a Time" (1969年、Harvest, HAR 5004)